# Jürgen Kellermeier
Jürgen Kellermeier (* 13. April 1939 in Bielefeld; † 3. Oktober 2009 in Hamburg) war ein deutscher Journalist.

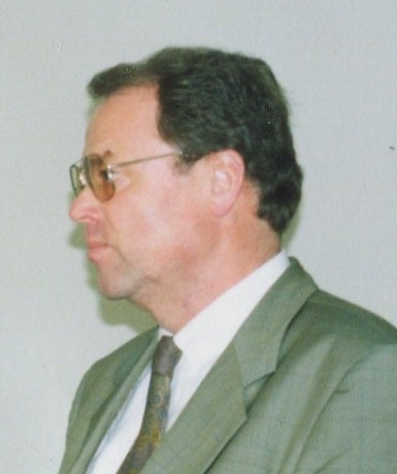
Jürgen Kellermeier

## Leben
Nach dem Abitur am Helmholtz-Gymnasium Bielefeld studierte Kellermeier von 1959 bis 1964 Germanistik, Geschichte und Politikwissenschaft in Marburg, München, Münster und Wien. Nach seiner Promotion wurde er politischer Redakteur bei der Freien Presse in Bielefeld. 1965 wechselte er zum NDR-Hörfunk in Hamburg. Von 1966 bis 1976 war er Hörfunkkorrespondent des Senders in der Bundeshauptstadt Bonn. Im Mai 1974 meldete er als Erster den Rücktritt des damaligen Bundeskanzlers Willy Brandt im Zuge der Guillaume-Affäre. Kellermeier war ein enger Vertrauter von Herbert Wehner.
Nach seiner Bonner Korrespondententätigkeit wurde er im NDR-Hörfunk in Hamburg zunächst stellvertretender Chefredakteur, dann Chefredakteur und wechselte 1988 in die Funktion des Programmdirektors Hörfunk. Dort leitete er eine umfassende Programmreform und schuf NDR 4, das heutige Hörfunkprogramm NDR Info.
Von 1990 bis zu seinem Ruhestand 2004 war er Programmdirektor Fernsehen des NDR. Er baute das dritte Programm des Norddeutschen Rundfunks zu einem erfolgreichen regionalen Vollprogramm aus und gilt u. a. als Erfinder des täglichen Vorabendmagazins „DAS!“. Darüber hinaus veröffentlichte er zahlreiche Aufsätze in Zeitschriften und Büchern zu politischen und rundfunkpolitischen Themen. Nach seinem Ausscheiden beim NDR arbeitete Kellermeier als freier Journalist. Für die ARD-Talkshow Beckmann war er zudem als Berater tätig. 2006/2007 war Jürgen Kellermeier ein Jahr lang Präsident des Rotary-Clubs Hamburg Steintor.
Jürgen Kellermeier stürzte sich am Morgen des 3. Oktober 2009 in suizidaler Absicht aus einem Fenster seiner im dritten Stock gelegenen Wohnung in Winterhude.

## Werke
- Das Ende der Weimarer Republik im Spiegel der Wiener Presse. Die Haltung der Wiener Tagespresse zu den politischen Ereignissen in Deutschland vom Sturz Brünings bis zur Machtübernahme Adolf Hitlers, Wien 1964.
- Herbert Wehner. in: Menschen unserer Zeit. Persönlichkeiten des öffentlichen Lebens, der Kirche, Wirtschaft und der Politik, Bonn 1976.
- Deutschland 1976. Zwei Sozialdemokraten im Gespräch: Willy Brandt und Helmut Schmidt; Gesprächsführung: Jürgen Kellermeier, Hamburg 1976.